# São Luiz Gonzaga
São Luiz Gonzaga es un municipio brasileño del estado de Rio Grande do Sul.
Su población estimada para el año 2004 era de 35.962 habitantes.
Ocupa una superficie de 1.297,9 km².

- Datos: Q647406
- Multimedia: São Luiz Gonzaga / Q647406

1. ↑  Worldpostalcodes.org,código postal n.º 97800-000.